# Etna
El Etna es un volcán activo en la costa este de Sicilia, en el territorio de la ciudad metropolitana de Catania, Italia. Tiene alrededor de 3357 metros de altura, aunque esta varía debido a las constantes erupciones. Es el volcán activo con mayor altura de la placa Euroasiática, el primero en referencia a la Europa geográfica y la montaña más alta de Italia al sur de los Alpes. El Etna cubre un área de 1190 km², con una circunferencia basal de 140 kilómetros.
Hasta inicios del siglo XX, por lo menos, era frecuente que la población siciliana llamara Gibellu a este célebre volcán; tal denominación local deriva de la presencia árabe en el lugar durante la Edad Media. En efecto, Gibellu o Gibello deriva de la palabra árabe جبل ŷébel («monte», «montaña»). Aún hoy, se llama en Sicilia Gibello o Mongibelo a la montaña, quedando la denominación «Etna» para el cono volcánico.
En la mitología griega, el Etna era el volcán en cuyo interior se situaban las fraguas de Hefesto, que trabajaba en compañía de cíclopes y gigantes. El monstruoso Tifón yacía debajo de esta montaña, lo que causaba frecuentes terremotos y erupciones de humo y lava. También es uno de los volcanes más activos del mundo.
Su nombre derivaba de la ninfa Etna, hija del gigante Briareo y de Cimopolia, o de Urano y Gea, que se convirtió en la deidad de este famoso volcán. Por ello, fue la juez que resolvió la disputa sobre la posesión de Sicilia entre Deméter y Hefesto.
Uniéndose con este último fue madre de los pálicos, los dos dioses de sendos géiseres famosos en la isla.
Haciendo abstracción de la mitología, el nombre deriva de la palabra cananea (o del fenicio) attanu («arder») y luego de la griega aithos (con el mismo significado de «arder»). Durante la ocupación árabe de Sicilia en la Edad Media, el Etna fue llamado Ŷébel Uhamat («montaña de fuego»), pasando a ser llamado durante siglos por gran parte de los italianos con la palabra mixta (románica-arábiga) Mongibello.
Según una parte de la tradición cristiana, el Etna era uno de los lugares del sur de Italia donde se localizaba la puerta del infierno. El papa Gregorio Magno, ya a finales del siglo VI, ubicaba en Sicilia aquellos lugares donde se permitía inferir que se practicaban los «tormentos infernales». El Itinerario de Jerusalén, en el siglo VIII, describe la «cumbre de la montaña donde se abría, por encima, el infierno», en Catania. A mediados del siglo XII, el predicador Julián de Vézelay afirma en uno de sus sermones que los que arden en el infierno son denominados «étnicos», por el monte Etna. Por último, el clérigo inglés Gervasio de Tilbury testimonió que, durante un viaje por Sicilia en 1190, le aseguraron haber visto al rey Arturo por las laderas del Etna, posiblemente debido a su estancia en el infierno o en el purgatorio.
Está casi siempre en constante erupción. Aunque en ocasiones puede ser muy destructivo, no está contemplado como un volcán particularmente peligroso, y miles de personas viven en sus alrededores e incluso en sus faldas. La fertilidad de la tierra volcánica hace que la agricultura extensiva, con viñas y huertos, se extienda a lo largo de las laderas de la montaña. Debido a la reciente actividad volcánica y a su población, el Etna ha sido designado como uno de los 16 Volcanes de la Década por las Naciones Unidas.
En junio de 2013 el Etna fue declarado Patrimonio de la Humanidad por resolución del Comité de la Unesco.

## Historia
La actividad volcánica del Etna comenzó hace aproximadamente medio millón de años cuando la humanidad apenas estaba dando sus primeros pasos, con erupciones bajo la superficie marina, costa afuera de Sicilia. El vulcanismo empezó hace 300.000 años hacia el suroeste de la cumbre actual, antes de que la actividad se moviera hacia el centro actual hace unos 170.000 años. Las erupciones de ese momento comenzaron a construir el edificio volcánico principal, formando un estratovolcán en erupciones efusivas y eruptivas alternadas.
Desde hace 35.000 a 15.000 años el Etna experimentó algunas erupciones altamente explosivas, generando algunos flujos piroclásticos importantes que dejaron extensos depósitos de ignimbrita. La ceniza de estas erupciones se ha encontrado en lugares tan alejados como Roma, a 800 km al norte.

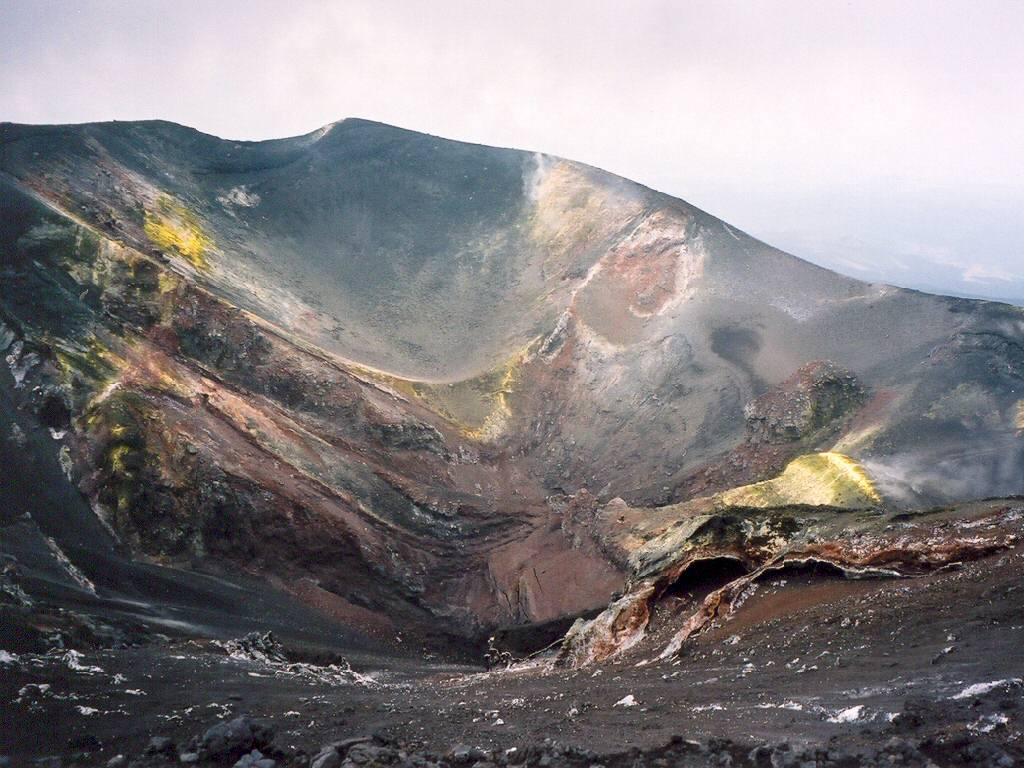
Un cráter cerca de la Torre del Filósofo, alrededor de 450 m por debajo de la cumbre del Etna.

Hace miles de años el flanco este de la montaña experimentó un colapso catastrófico, generando un enorme deslizamiento de tierra, en un evento similar al que se vio en la erupción del monte Santa Helena de 1980. El deslizamiento dejó una gran depresión en el costado del volcán, conocida como el Valle del Bove (Valle del buey). Una investigación publicada en 2006 sugiere que esto ocurrió alrededor del año 6000 a. C. y causó un enorme maremoto que afectó a varios lugares del Mediterráneo oriental. Ésta puede haber sido la razón por la que el asentamiento de Atlit Yam (Israel), hoy en día bajo el nivel del mar, fuera abandonado repentinamente en esa época. Incluso se ha especulado con que el maremoto provocado por este gigantesco cataclismo pudiera ser el hecho que dio origen al mito del Diluvio universal.
Las empinadas paredes del valle han sufrido numerosos colapsos posteriores. Los estratos expuestos en el valle proveen un importante y fácilmente accesible registro de la historia eruptiva del Etna.
Se cree que el más reciente colapso de la cumbre ocurrió hace unos 2000 años para formar lo que se conoce como la Caldera Piano. Esta caldera ha sido casi totalmente rellenada por erupciones de lava posteriores, pero aún es visible como un claro quiebro en la ladera de la montaña, cerca de la base del cono de la cumbre actual.

## Erupciones históricas

El Etna en 3D

Las erupciones del Etna no son todas iguales. Algunas ocurren en la cumbre, donde hoy día hay cuatro cráteres distintos: el Cráter Noreste, la Vorágine, la Bocca Nuova y el Cráter Sureste. Otras suceden en los flancos, donde existen más de 200 ventilaciones, variando su tamaño desde pequeños hoyos en el suelo a grandes cráteres de cientos de metros de diámetro. Las erupciones en la cumbre pueden ser muy explosivas y extremadamente espectaculares, aunque rara vez amenazan las zonas habitadas alrededor del volcán. Por el contrario, las erupciones en los flancos pueden ocurrir incluso a unos pocos cientos de metros de altitud, bien en las cercanías o en las mismas áreas pobladas. Numerosos pueblos y pequeñas ciudades se encuentran cerca o sobre los conos de antiguas erupciones laterales. Desde el año 1600 d. C. ha habido al menos 60 erupciones laterales e incontables erupciones en la cumbre. Casi la mitad de éstas ha ocurrido desde el comienzo del siglo XX y el 3.er milenio ha visto varias erupciones laterales, hasta ahora: en 2001, 2002-2003, 2004-2005, 2008, 2019, 2020 y 2025.
La primera erupción conocida del Etna es la registrada por Diodoro Sículo. El poeta romano Virgilio dio lo que probablemente sea una descripción de primera mano en la Eneida:

Portus ab accessu ventorum immotus et ingens
ipse; sed horrificis iuxta tonat Aetna ruinis;
interdumque atram prorumpit ad aethera nubem,
turbine fumantem piceo et candente favilla,
attollitque globos flammarum et sidera lambit;
interdum scopulos avolsaque viscera montis
erigit eructans, liquefactaque saxa sub auras
cum gemitu glomerat, fundoque exaestuat imo.[3.39]
Es este puerto grande y está libre del acoso
de los vientos, más cerca ruge el Etna en horrible ruina
y, si no, lanza hacia el cielo negra nube
que humea con negra pez y ascuas escendidas,
y forma remolinos de llamas y lame las estrellas;
otras veces se levanta vomitando piedras y las entrañas
que arranca del monte y al aire con estruendo amontona
masas de roca líquida y hierve en el profundo abismo.
Edición de Theodore Chickering Williams,
circa. 1908 [líneas 569 - 579]

Se cree que una erupción del Etna en 396 a. C. frustró a los cartagineses en su intento de avanzar hacia Siracusa, Italia, durante la Segunda Guerra Siciliana.
Una erupción particularmente violenta y explosiva del tipo pliniano ocurrió en su cumbre en 122 a. C. y causó una pesada lluvia de tefra en el sureste, incluso sobre la ciudad de Catania, donde muchos tejados se hundieron. Como ayuda a la reconstrucción y para hacer frente a los efectos devastadores de la erupción, el gobierno romano eximió a la población de Catania del pago de impuestos durante diez años.
Se estima que en los últimos 11 años la montaña se ha estado desplazando a una velocidad de 14 milímetros por año.

## La erupción de 1669

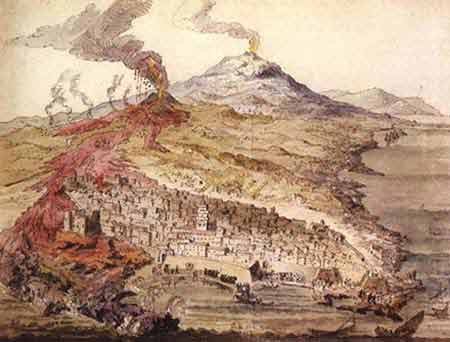
Dibujo contemporáneo mostrando los devastadores efectos de la erupción del Etna en 1669.

Durante los últimos 2000 años la actividad del Etna ha sido por lo general efusiva, con ocasionales erupciones explosivas en su cumbre. La más destructiva durante este período ha ocurrido entre marzo y julio de 1669 cuando, según se estima, se emitieron 830.000.000 de m³ de lava y obligó a abandonar la extensamente destruida villa de Nicolosi. El 11 de marzo, se abrió una fisura de 9 km de largo en el flanco sur de la montaña, extendiéndose desde la cota de 2.800 m hasta la de 1.200 m más abajo. La actividad migró cuesta abajo de forma continua y el ventiladero mayor finalmente se abrió cerca de la villa de Nicolosi. El cono de ceniza acumulado en el ventiladero en erupción se conoce con el nombre de Monti Rossi («montes rojos») y es todavía un hito prominente del terreno.
Nicolosi fue rápidamente enterrada por flujos de lava y dos pequeñas localidades cercanas fueron también destruidas durante el primer día de erupción. Ésta fue extremadamente voluminosa y otras cuatro localidades fueron destruidas en los tres días siguientes por flujos de lava orientados hacia el sur. Después de aniquilar dos poblados de considerable tamaño a fines de marzo, la lava alcanzó las afueras de Catania a principios de abril.
Al principio, la lava se amontonaba sobre los muros de la ciudad, que eran lo bastante fuertes para soportar la presión del flujo. Sin embargo, aunque la ciudad estaba temporalmente protegida, la lava escurrió hacia el puerto, destruyéndolo. El 30 de abril, la lava pasó sobre los muros de la ciudad que entonces cedieron. Los habitantes construyeron muros cortando las principales calles de la ciudad para detener el flujo de lava, los cuales resultaron bastante efectivos pero no evitaron la destrucción de la parte occidental de la ciudad.
Durante la erupción, los residentes de Catania también intentaron desviar la lava flujo arriba. Según un relato posiblemente apócrifo, sus esfuerzos se toparon con la resistencia armada de los ciudadanos de un poblado que habría sido destruido si se hubiese desviado efectivamente la lava. Más allá de si este hecho ocurrió o no, se aprobó posteriormente una ley que prohibía la desviación artificial de los flujos de lava, que no fue revocada hasta 1983.

## Erupciones recientes

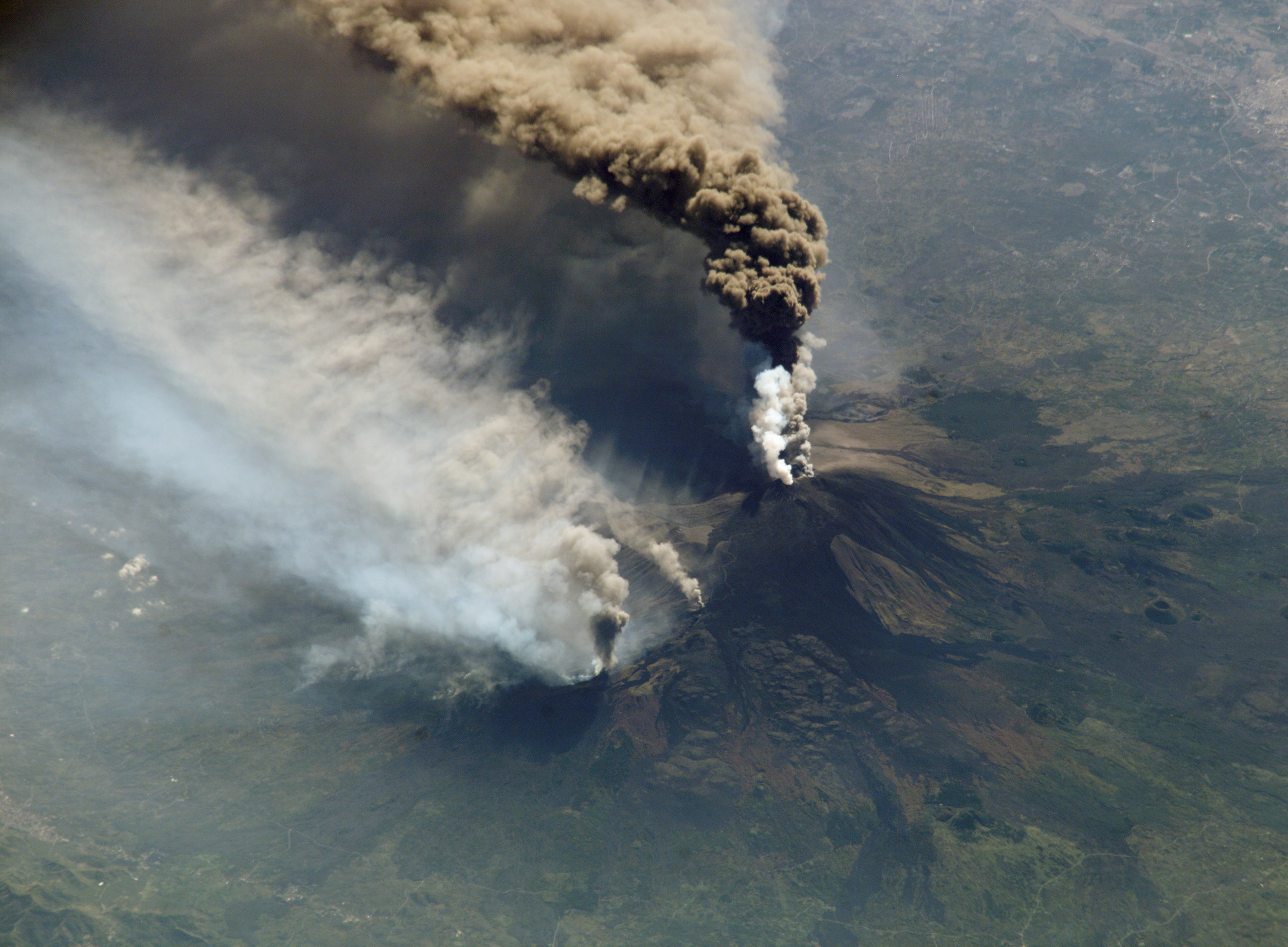
Erupción del monte Etna fotografiada desde la EEI en 2002.

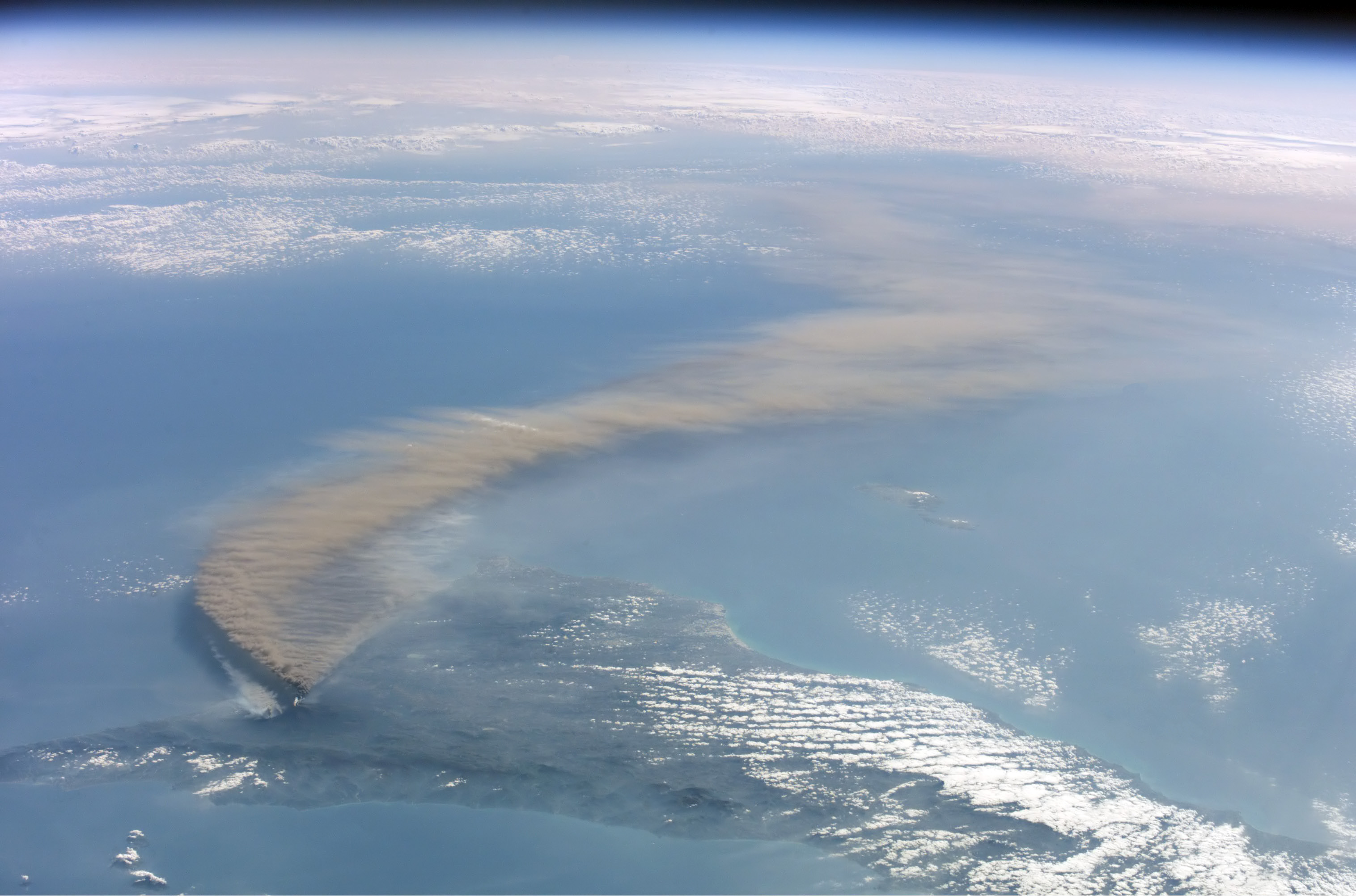
La misma erupción, mostrada en un campo visual más amplio.

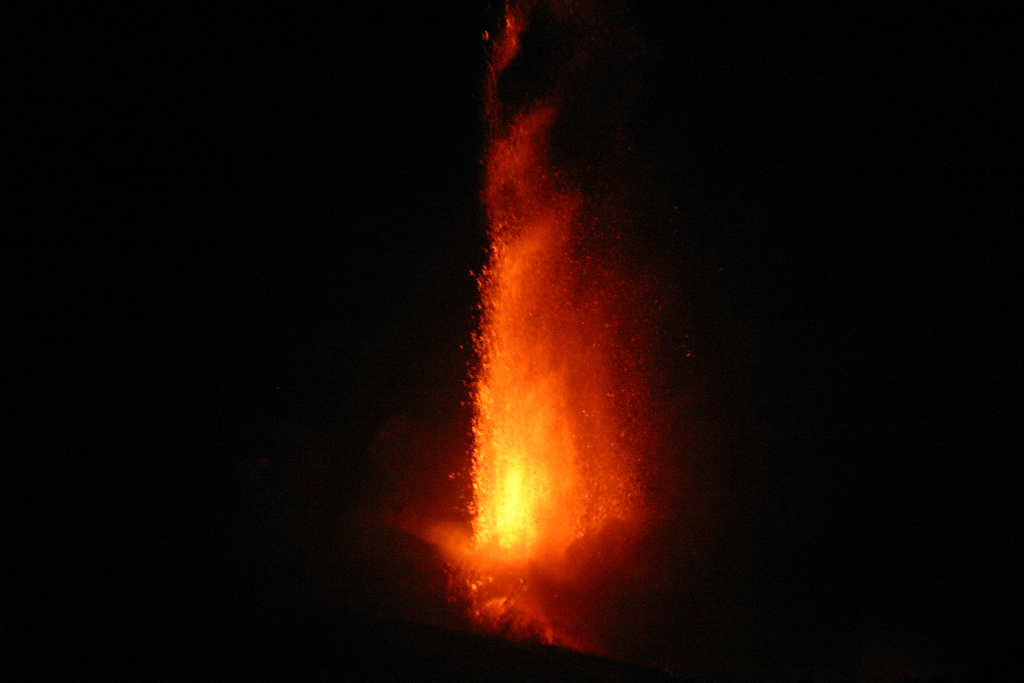
La erupción de septiembre de 2007 vista desde la cresta del cráter sudeste.

Mascali fue obliterada en sólo dos días, al destruir la lava todas las edificaciones. Este suceso fue utilizado por el régimen fascista de Mussolini con propósitos propagandísticos, que presentaban las operaciones de evacuación.
Otro gran flujo de lava de una erupción en 1928 conllevó a la primera y única destrucción de un poblado desde la erupción de 1669. En este caso, la población de  Mascali fue reconstruida en otra ubicación, y en su iglesia puede observarse el símbolo fascista de la antorcha, colocado encima de la estatua de Cristo.
Otras erupciones mayores del siglo XX ocurrieron en 1949, 1971, 1981, 1983 y 1991-1993, así como la primera erupción del siglo XXI en 2001.
- 1971: En 1971, la lava enterró el observatorio del monte Etna (construido a fines del siglo XIX), destruyó la primera generación de funiculares del Etna y amenazó seriamente varias poblaciones pequeñas del flanco este del volcán.
- 1981: En marzo de 1981, el pueblo de Randazzo en el flanco noroeste escapó de milagro a una destrucción debida a derrames de lava de movimiento inusualmente rápido.
- 1991-1993: Un flujo de lava de la erupción de 1991-1993 amenazó al poblado de Zafferana, pero los esfuerzos por desviarlo salvaron al pueblo con la única pérdida de un edificio a pocos cientos de metros del límite de la urbanización. Tales esfuerzos consistieron inicialmente en la construcción de barreras de tierra levantadas perpendicularmente a la dirección del flujo. Se esperaba así que la erupción se detuviera antes de que las cuencas artificiales creadas detrás de las barreras se llenasen completamente. En lugar de ello, la erupción continuó y la lava sobrepasó las barreras, dirigiéndose directamente a Zafferana. Se decidió entonces usar explosivos cerca del punto de origen del derrame, para alterar el tubo de lava de 7 km, a través del que ésta fluía eficientemente, casi sin pérdida de calor o fluidez. La explosión principal del 23 de mayo de 1992 destruyó el tubo de lava y ésta fue forzada así a tomar un nuevo canal artificial, lejos de Zafferana. Poco tiempo después de la explosión, la emisión de lava disminuyó y durante el resto de la erupción (hasta el 30 de marzo de 1993) la lava nunca volvió a avanzar cerca del pueblo.[8]
- 2002-2003: Entre 2002 y 2003, la mayor serie de erupciones en muchos años lanzó una enorme columna de cenizas que podía verse fácilmente desde el espacio y desde lugares tan lejanos como Libia a 600 km, Mar Mediterráneo mediante. La actividad sísmica de esta erupción provocó un deslizamiento de hasta dos metros en la cara este del volcán y muchas casas en sus flancos experimentaron daños estructurales. Además, la erupción destruyó completamente la estación turística de Piano Provenzana, en el flanco noreste, así como parte de la estación cercana al Rifugio Sapienza en el flanco sur. Lucasfilm registró secuencias de la erupción y las integró al paisaje del planeta Mustafar en el filme Star Wars Episodio III: La Venganza de los Sith. El Rifugio Sapienza se encuentra en las cercanías de la estación de funicular anteriormente destruida en la erupción de 1983, que ha sido reconstruida. Casa en las laderas del monte Etna, destruida por la lava.

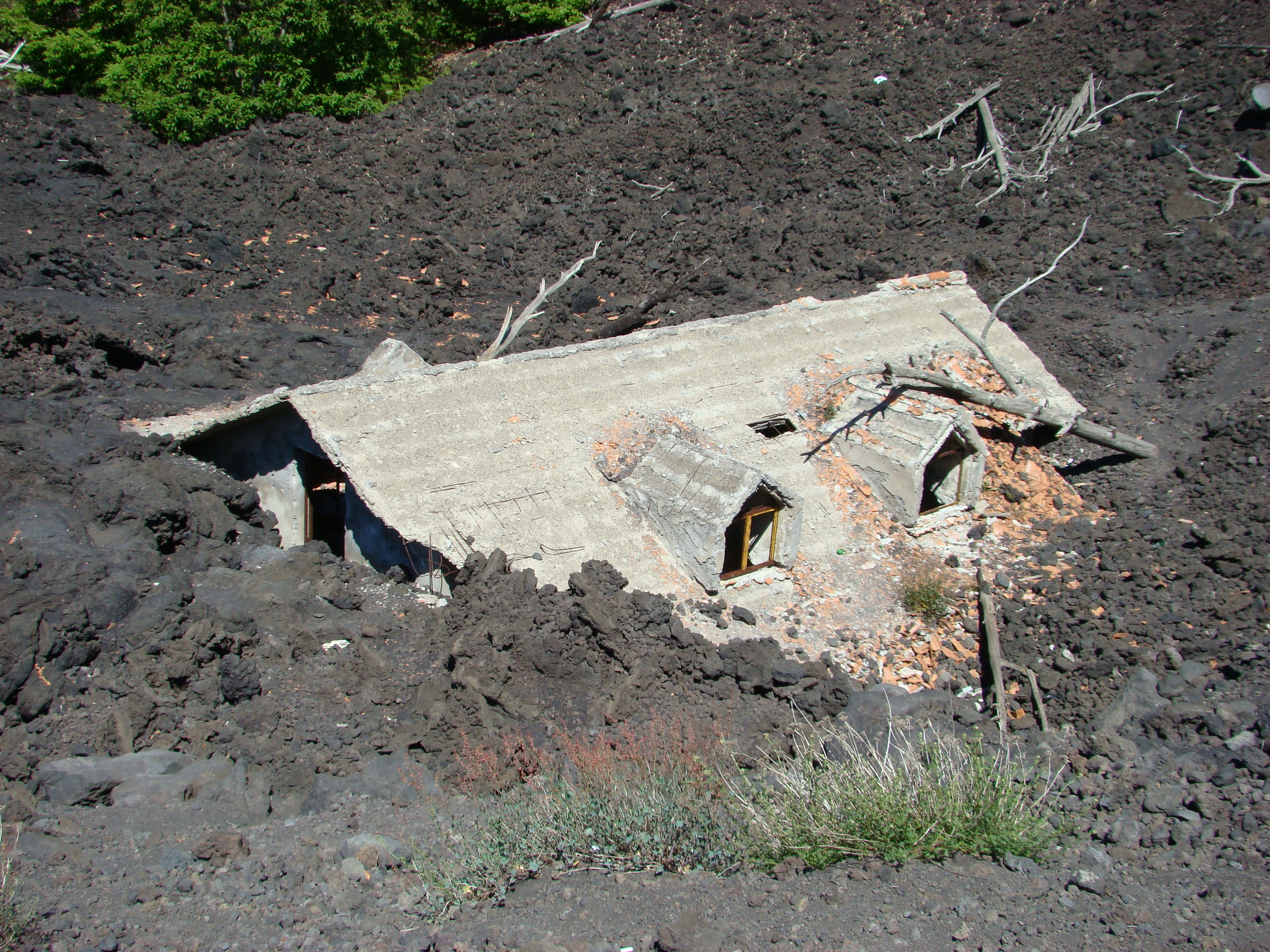
Casa en las laderas del monte Etna, destruida por la lava.

- - 2004-2007: Tras un derrame de lava bastante silencioso, lento e inocuo en el flanco sureste superior, entre septiembre de 2004 y marzo de 2005, se sucedieron intensas erupciones en el cráter sureste entre julio y diciembre de 2006. Éstas fueron seguidas de emisión de lava, nuevamente en el Cráter Sureste, los días 29 de marzo, 11 de abril y 7 de mayo de 2007. Se originaron emisiones de ceniza y explosiones estrombolianas de una ventilación del lado este del Cráter Sureste a mediados de agosto de 2007. Imagen satelital de la erupción del Etna de 2018.

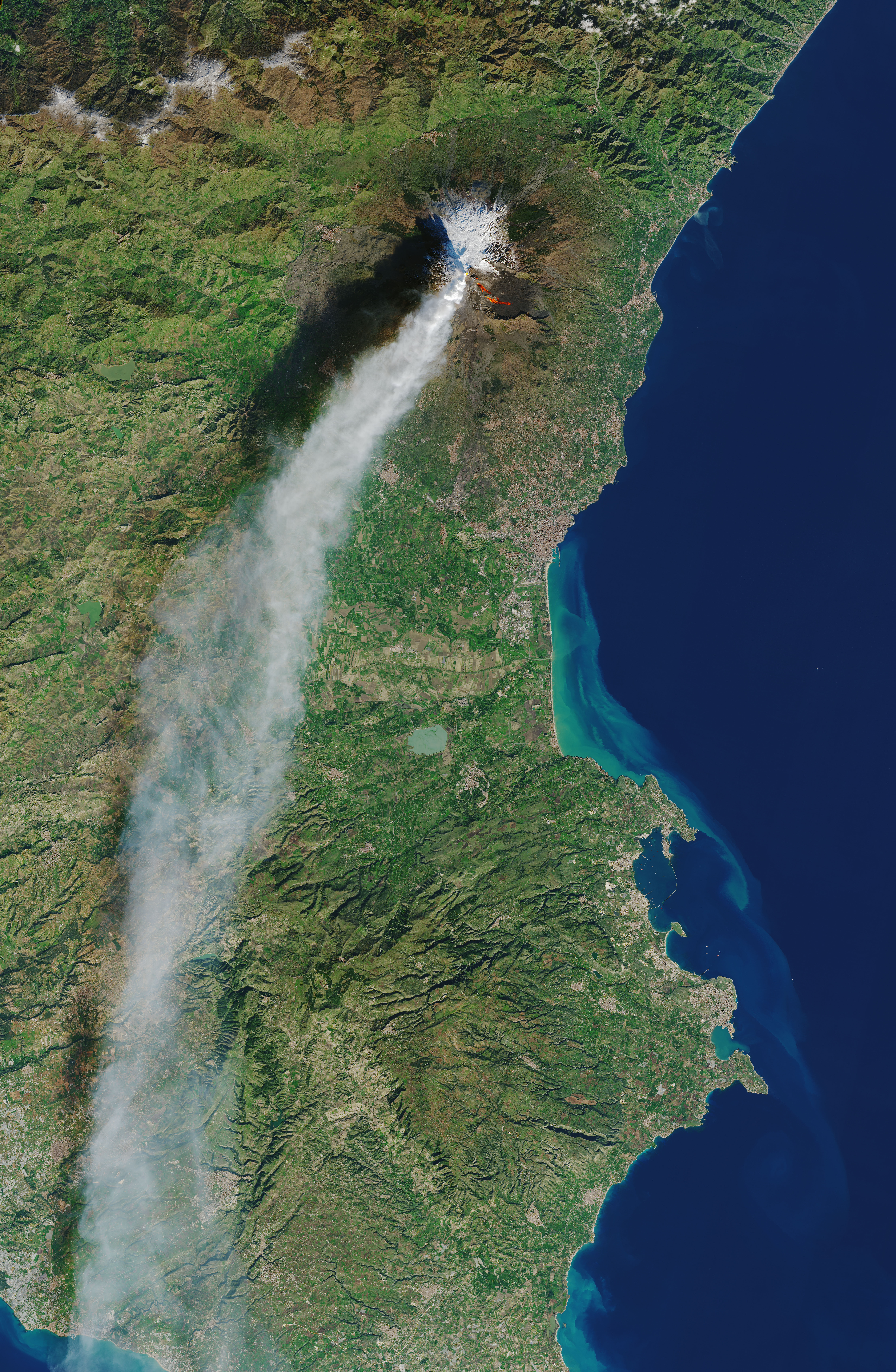
Imagen satelital de la erupción del Etna de 2018.

- 2007: El 4 de septiembre de 2007, el Etna entró en erupción violentamente cerca de las ocho de la tarde (hora local), vomitando lava hasta 400 m de altura, junto con ceniza y humo, que fueron lanzados sobre los pueblos en las cercanías del volcán. Esta erupción del Cráter Sudeste fue visible desde las lejanas llanuras de Sicilia y concluyó a la mañana siguiente entre las 5:00 y las 7:00 hora local. El aeropuerto Fontanarossa de Catania canceló sus operaciones durante la noche como medida de seguridad. Un paroxismo similar, que duró unas 6 horas y precipitó cenizas y lapilli al norte del volcán, ocurrió durante la noche del 23 al 24 de noviembre de 2007. Una vez más, el origen de la actividad fue en el Cráter Sudeste. Después de unos meses de accesos de actividad relativamente menor por todos los flancos de la montaña, una nueva y poderosa erupción  tuvo lugar al final de la tarde del 10 de mayo de 2008. Debido al mal tiempo, no fue posible ver la actividad en el ventiladero. Sin embargo, varias lenguas de lava descendieron por el flanco este hacia la depresión del Valle del Bove. Este último paroxismo duró unas 4 horas y finalizó hacia la tarde del mismo día.
- 2008: La mañana del 13 de mayo de 2008, una nueva erupción se registró en el área este inmediata a los cráteres de la cumbre del Etna, acompañada de un enjambre de más de 200 terremotos y deformación significativa del terreno de la cumbre. A la tarde del mismo día, una nueva fisura eruptiva se abrió a unos 2800 m s. n. m., con un gran número de ventilación presentando actividad estromboliana y emisión de flujos de lava hacia el Valle del Bove. Durante las siguientes 24 horas, la lava se desplazó unos 6 km hacia el este aproximadamente, pero luego su avance se ralentizó y se detuvo con estancamientos de los frentes de lava a unos 3 km del poblado más cercano, Milo. Las emisiones de ceniza se tornaron más frecuentes entre el 16 y 18 de mayo y produjeron nubes pequeñas pero espectaculares, mostrando la emisión de lava una disminución gradual. Entre fines de mayo y el 4 de junio, la actividad continuó a bajo nivel y los flujos de lava avanzaron solamente unos pocos cientos de metros. El 8 de junio, la actividad estromboliana y la salida de lava se incrementó considerablemente en vigor. Durante la semana siguiente, los flujos de lava avanzaron hasta 5 km desde las aberturas. Al 23 de junio, la erupción continuaba con actividad estromboliana suave en dos aberturas a unos 2800 m de elevación. Los flujos de lava han avanzado hasta 4 km hacia el este y permanecía confinada a la depresión del Valle del Bove.[9]
- 2012: El Etna entró en erupción en la noche del 4 de enero con una lluvia de cenizas que provocó varios problemas en el aeropuerto de Catania (Sicilia), que vio limitada su actividad aérea. El 13 de mayo hubo una erupción.

El Etna ha tenido muchas erupciones en los últimos años:
- 2018: El lunes 24 de diciembre por la mañana el Etna entró en una erupción seguida de varios terremotos el mayor de magnitud 4.
- 2020: El 19 de abril.
- 2020: El 14 de diciembre.
- 2021: El 16 de febrero registró una fuerte actividad explosiva desde el cráter sureste. La erupción produjo una gran nube de ceniza de lava que se dispersó hacia el sur.
- 2021: El 21 de septiembre.

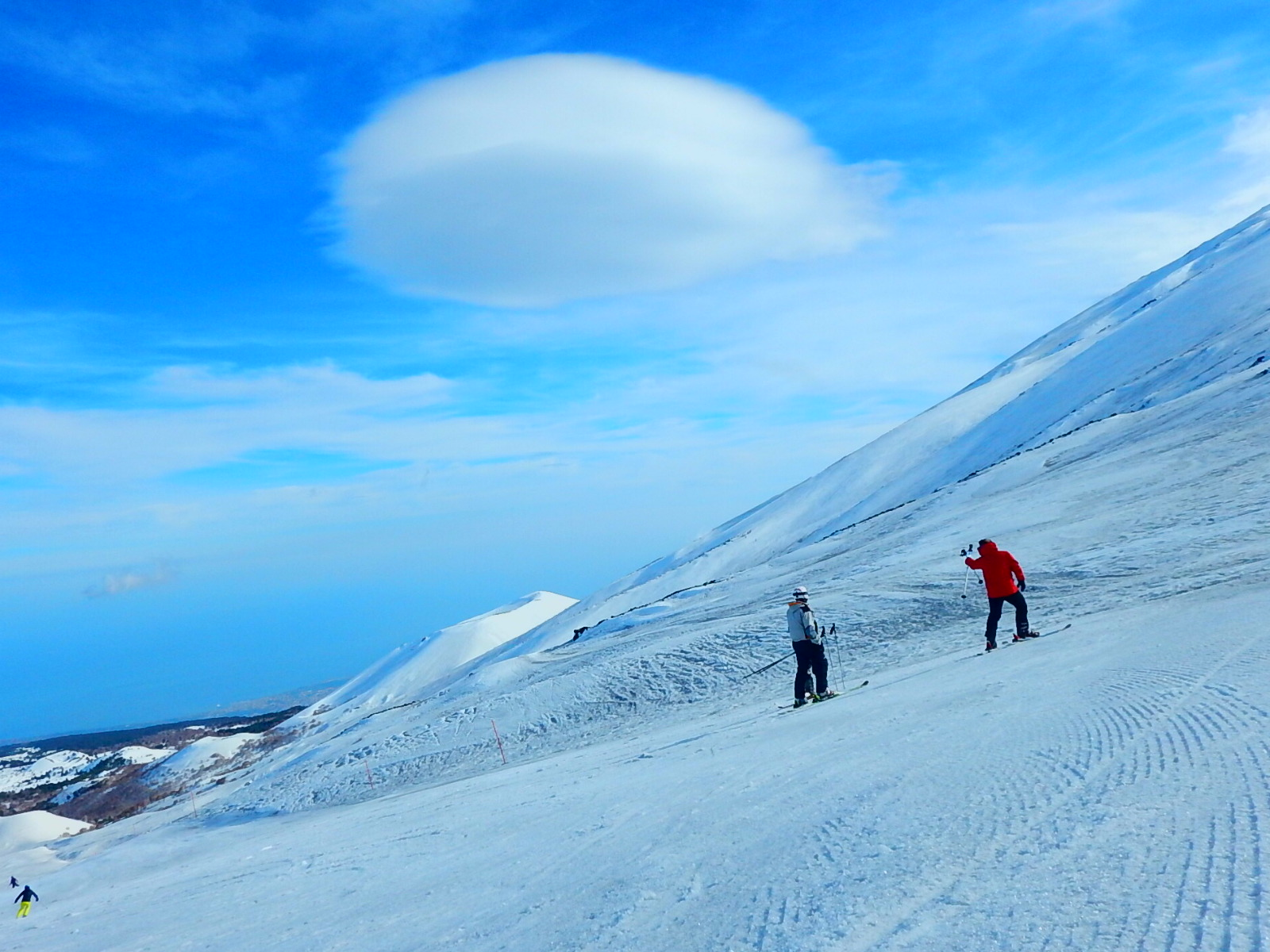
En el Etna también hay dos estaciones de esquí: Etna Norte-Linguaglossa y Sur Etna-Nicolosi

- 2024: El 4 de julio el aeropuerto de Catania-Fontanarossa canceló sus operaciones durante ese día como medida de seguridad, reabriendo al día siguiente.[10]
- 2024: El 14 de agosto entró en erupción violentamente enviando una nube de ceniza de 9,5 km a la atmósfera. El aeropuerto de Catania tuvo que cerrar al día siguiente.[11]
- 2025: El 2 de junio, una gran columna de humo y cenizas.[12]